# ووکان ساویچویچ
ووکان ساویچویچ (انگلیسی: Vukan Savićević؛ زادهٔ ۲۹ ژانویهٔ ۱۹۹۴) بازیکن فوتبال اهل صربستان است.
از باشگاه‌هایی که در آن بازی کرده‌است می‌توان به باشگاه فوتبال ویسوا کراکوف، باشگاه فوتبال اسلوان براتیسلاوا، و باشگاه فوتبال ستاره سرخ بلگراد اشاره کرد.
وی همچنین در تیم‌های ملی فوتبال زیر ۱۷ سال مونته‌نگرو، زیر ۱۹ سال مونته‌نگرو، زیر ۲۱ سال مونته‌نگرو و مونته‌نگرو بازی کرده‌است.